# Dezimalklassifikation
Dezimalklassifikation ist die auf der Grundlage des Dezimalsystems und der Zehnerpotenzen aufgebaute Klassifikation von Sachen, Sachgesamtheiten oder Sachverhalten.

## Allgemeines
Die Dezimalklassifikation ist ein Organisationsmittel, das heute als Ordnungs- und Verteilungskriterium in vielen Fachgebieten angewandt wird. Hauptanwendungsgebiet sind Bibliotheken. Hierfür wurde sie von Gottfried Wilhelm Leibniz für Herzog Anton Ulrich von Braunschweig-Wolfenbüttel entwickelt. Leibniz war dort als Hofhistoriograf angestellt und für die Herzog August Bibliothek in Hannover und Wolfenbüttel zuständig, für die er die Dezimalklassifikation erstmals einsetzte:
1 Theologie
2 Jurisprudenz
3 Medizin
4 Philosophie des Geistes
5 Philosophie der imaginären Dinge (Mathematik)
6 Philosophie der erfahrbaren Dinge (Physik)
7 Philologie oder Sprachwissenschaft
8 Politische Geschichte
9 Literaturgeschichte und Bibliothekswesen
10 Allgemeines und Vermischtes

## Bibliotheken
Die Dewey-Dezimalklassifikation ist eine vom Bibliothekar Melvil Dewey 1876 eingeführte Systematik zur Ordnung von Büchern nach Wissensgebieten.
Eine allgemein gehaltene Klassifikation für eine Bibliothek könnte folgendermaßen aufgebaut sein:
0: Allgemeines, Lexika, Wörterbücher
1: Literatur
2: Philosophie
3: Geschichte
4: Sozialwissenschaften (Anthropologie, Linguistik, Soziologie, Ethnologie)
5: Recht, Staat, Wirtschaft
6: Naturwissenschaften
7: Kunst
8: Musik
9: Reisen, Länderkunde
Anschließend werden die einzelnen Kategorien in Unterkategorien verzweigt; für Hauptkategorie 1 Literatur könnte die Einteilung folgendermaßen aussehen:
1.0: Epik (Roman)
1.1: Lyrik (Poesie)
1.2: Dramatik (Theater)
1.3: Märchen
1.4: Essay
1.5: Aphorismus
1.6: Briefe
1.7: Tagebücher, Memoiren
1.8: Übersetzungen
1.9: Literaturkritik
Eine alternative Einteilung könnte folgendermaßen aufgebaut sein:
1.0: Antike
1.1: Mittelalter
1.2: Renaissance
1.3: Barock
1.4: 18. Jahrhundert
1.5: 19. Jahrhundert
1.6: 20. Jahrhundert
1.7: 21. Jahrhundert
1.8: Orient, Indien, China
1.9: Literatur der schriftlosen Kulturen
Nun kann eine weitere Gliederungsebene mit weiteren Unterkategorien angelegt werden; für die Unterkategorie 1.0 Epos (Roman) könnte die Einteilung folgendermaßen aussehen:
1.0.0: Das Versepos aus mündlicher Tradition
1.0.1: Das Kunstepos (Vergil, Dante, Milton)
1.0.2: Der antike Roman
1.0.3: Das höfische Epos
1.0.4: Der Roman in Prosa (16. und 17. Jahrhundert)
1.0.5: Der Briefroman
1.0.6: Der Liebesroman
1.0.7: Der humoristische Roman
1.0.8: Der Entwicklungsroman
1.0.9: Der historische Roman
Die Dezimalklassifikation wurde 1876 von Melvil Dewey erweitert und vor allem im angloamerikanischen Sprachraum unter der Bezeichnung Dewey-Dezimalklassifikation (DDC) bekannt. Das heute am häufigsten verwendete System ist die von Paul Otlet und Henri La Fontaine 1895 entwickelte Universelle Dezimalklassifikation (UDK; auch: Internationale Dezimalklassifikation).
In der Bibliothekswissenschaft bezeichnet man die Objekte, die klassifiziert werden, als Dokumentarische Bezugseinheit (DBE). Bei der Dezimalklassifikation handelt es sich um eine Analytische Klassifikation, die vom Allgemeinen zum Besonderen verzweigt (ramisiert); sie präkoordiniert das Wissen monohierarchisch, das heißt, es gibt jeweils nur einen Oberbegriff.

## Andere Anwendungen
Die  Dezimalklassifikation dient auch anderen Zwecken wie im Rechnungswesen als Ordnungssystem für den Kontenplan oder Kontenrahmen, im Bankwesen bei der Bankleitzahl oder in der Währungspolitik bei Dezimalwährungen.